# Паро (аэропорт)
Аэропорт Паро (дзонг-кэ སྤ་རོ་གནམ་ཐང༌།, вайли paro gnam thang) (ИАТА: PBH, ИКАО: VQPR) — один из четырёх аэропортов в Королевстве Бутан, имеет единственную ВПП с асфальтовым покрытием. Расположенный в шести километрах от города Паро на высоте более двух тысяч метров в тесной долине реки Паро, аэропорт окружён вершинами-пятитысячниками, поэтому считается одним из сложнейших на планете, и менее двух десятков пилотов сертифицированы для посадки в аэропорту. Помимо Паро в Бутане работает ещё три аэропорта — аэропорт Йонгпхулла в городе Ташиганг, аэропорт Бартхпалатханг в непосредственной близости от города Джакар, а также Гелепху. Планируется также создание сети малых аэропортов во всей стране.
Полеты в Паро и обратно разрешены только при визуальных метеорологических условиях и ограничены световым днем от восхода до заката. До 2011 года  был единственным аэропортом в Бутане. До аэропорта Паро можно добраться по дороге Паро-Тхимпху.

## История

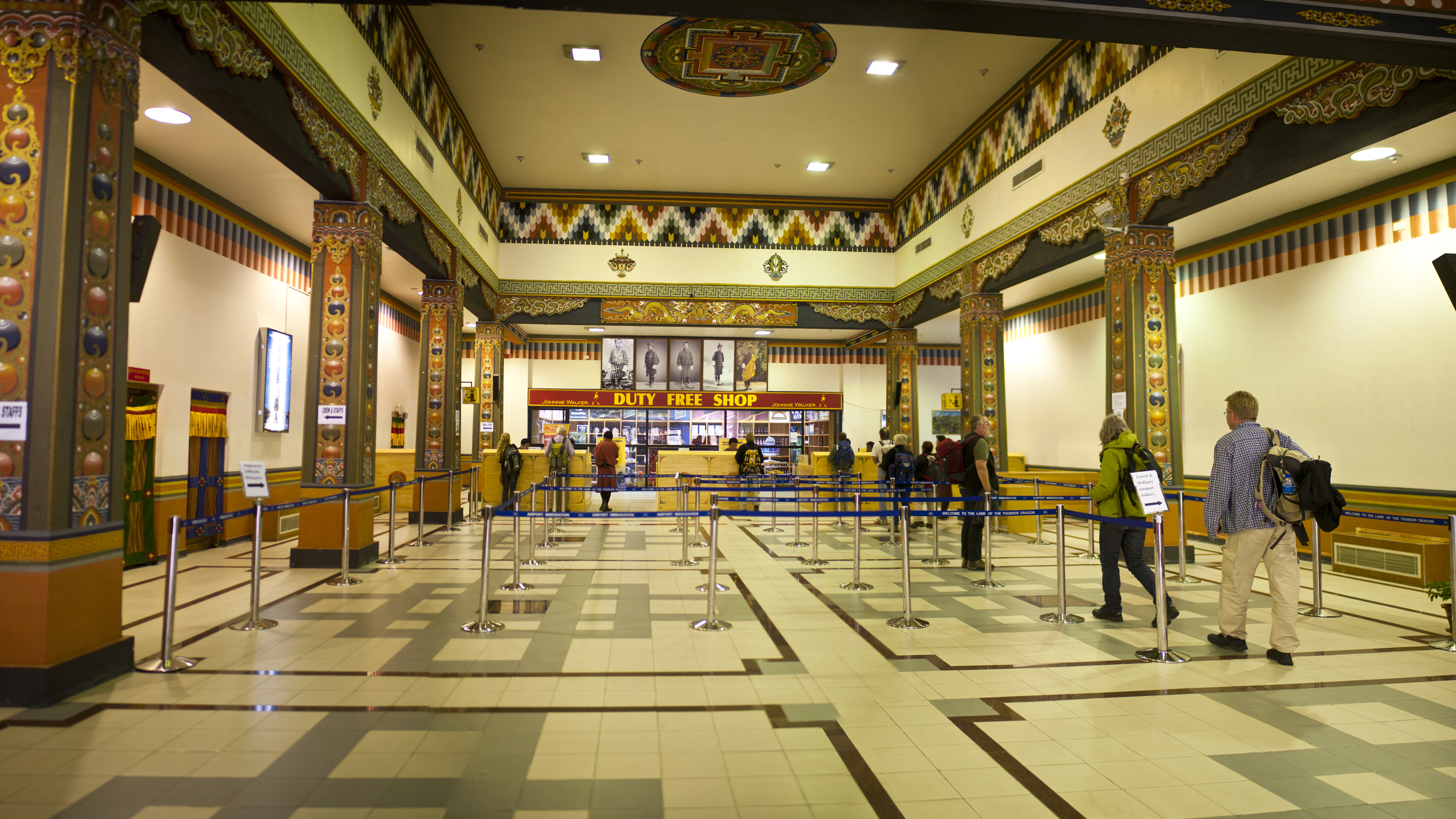
Интерьер аэропорта, 2011 год.

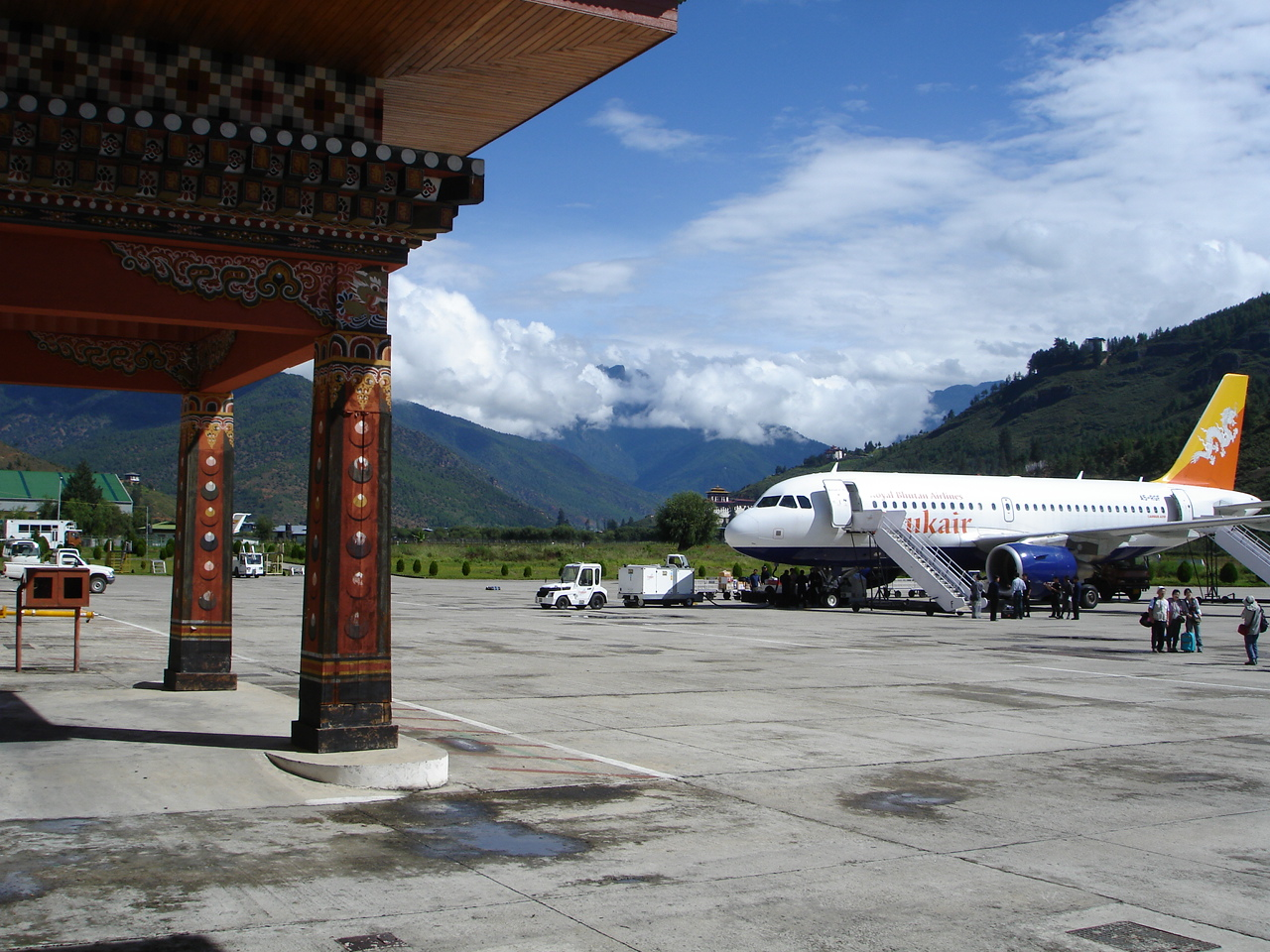
Самолёт авиакомпании Druk Air вблизи от здания терминала аэропорта Паро

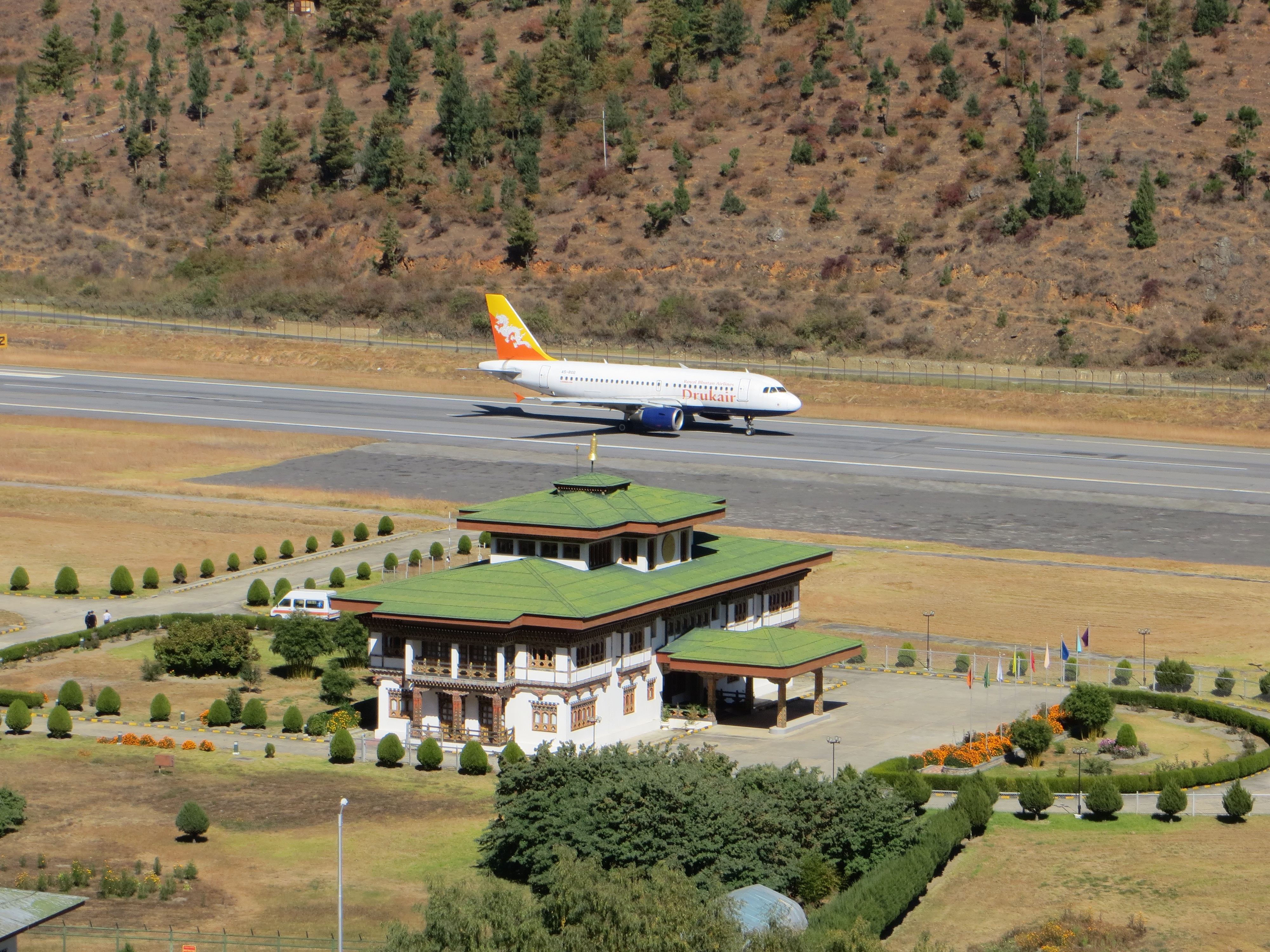
Самолёт авиакомпании Druk Air совершает посадку в аэропорту.

В 1968 году Индийская Организация пограничных дорог построила взлётно-посадочную полосу в долине Паро, которая первоначально использовалась вертолетами Вооруженных сил Индии от имени Королевского правительства Бутана. Первая авиакомпания Бутана, Druk Air, была создана Королевской хартией 5 апреля 1981 года.
Аэропорт Паро находится глубоко в долине на высоте 2235 м над  уровнем моря и окружен горами высотой до 5500 м. В аэропорту была построена взлетно-посадочная полоса длиной 1200 м, что предъявляет особые требования к выбору самолетов, которые будут эксплуатироваться в аэропорту. Необходим 18–20-местный самолет с возможностью взлёта и посадки с эксплуатационными характеристиками, включая высокий практический потолок, высокую скороподъемность и высокую маневренность. Основное требование к самолету заключалось в том, что он должен быть способен летать по маршруту Калькутта - Паро - Калькутта, на расстояние 1200 км туда и обратно без дозаправки из-за минимальной инфраструктуры, доступной в Паро. Три типа самолетов были рассмотрены после летных испытаний, проведенных в Индии и Бутане в период с 1978 по 1980 год; однако ни один из них не был признан подходящим.
В середине 1981 года правительство Индии создало комитет для изучения собственных требований к легкому транспортному самолету. Основываясь на этом исследовании, правительство Бутана заказало один Dornier 228-200 в январе 1983 года с возможностью поставки второго самолета в конце 1983 г. Первый 18-местный Dornier 228-200 приземлился в аэропорту Паро 14 января 1983 г. Точное время посадки, количество пассажиров на борту и даже направление стоянки самолета на перроне аэропорта предопределялись ламой Паро-Дзонга.
Drukair открыла регулярные коммерческие рейсы из Паро 11 февраля 1983 года, при этом рейс 101 вылетал из Паро в Калькутту и возвращался на следующий день рейсом 102. На момент начала обслуживания аэропорт Паро состоял из взлетно-посадочной полосы, двухэтажного здания управления воздушным движением и зала вылета на лужайке. До создания Департамента гражданской авиации в январе 1986 года Drukair отвечала за эксплуатацию и техническое обслуживание инфраструктуры аэропорта.
В 1990 году взлетно-посадочная полоса в аэропорту Паро была удлинена с 1402 до 1964 м и усилена для более тяжелых самолетов. Был построен ангар, строительство которого финансировалось правительством Индии в рамках проекта развития аэропорта Паро.
21 ноября 1988 года первый самолет Drukair, BAe 146-100, приземлился в аэропорту Паро. В 2003 году Drukair искала замену BAe 146, и 19 октября 2004 года в Паро прибыл первый Airbus A319-100.
Buddha Air стала первой международной авиакомпанией, выполняющей чартерные рейсы в Паро в августе 2010 года. Tashi Air, первая частная авиакомпания Бутана, была открыта в декабре 2011 года. Сообщалось, что в 2012 году аэропортом воспользовались 181 659 пассажиров. К 2018 году это число выросло до 397 599, и аэропорт обслуживал 6 761 рейс. Аэропорт получил 4 новых строения: модифицированное здание аэровокзала, грузовой терминал, новую электроподстанцию и параллельную рулежную дорожку.

## Характеристики
В аэропорту есть единственная взлетно-посадочная полоса с асфальтовым покрытием длиной 2265 м, а также одно здание аэровокзала, которое было введено в эксплуатацию в 1999 год у. В 2021 году интерьер был обновлен, и в него было добавлено множество произведений искусства.

## Авиакомпании и направления
В 2010 году правительство Бутана разрешило полёты в Паро непальской авиакомпании Buddha Air. Рейсы выполняются на самолётах Beechcraft 1900. Полёты начаты с 23.08.2010 г.